# Blas Nasarre
Blas Antonio Nasarre y Férriz  (Alquézar, Huesca, 1689 - Madrid, 1751) fue un crítico, erudito y cervantista español.

## Biografía
Estudió humanidades en Madrid y Zaragoza, y en esta última ciudad además Filosofía. Doctor en ambos derechos, desempeñó la cátedra de Instituta (1711), la de Código (1720) y la de Víspera de leyes (1722) en la Universidad de Zaragoza. Fue miembro de la Academia del Buen Gusto y de la Real Academia Española. Bibliotecario mayor del rey entre 1735 y su muerte en 1751, fue prior de San Martín de Acoba, dignatario de la Santa Iglesia de Lugo y prior también de la insigne Colegiata de Santa María de Alquézar. Reeditó en 1749, por primera vez después de la princeps de 1615,  las Comedias y entremeses de Miguel de Cervantes y encontró y publicó la partida de defunción del famoso alcalaíno. Reimprimió en 1732 el Quijote de Avellaneda, pero lo consideró superior a la segunda parte de Cervantes; también reimprimió la Comedia Eufrosina de Jorge Ferreira de Vasconcelos (Madrid, 1735) en la traducción de Fernando de Ballesteros Saavedra, con una dedicatoria a a Sofrosina Pacheco firmada bajo el seudónimo de Domingo Terruño Quexiloso. También escribió sobre el teatro clásico español una Disertación o prólogo sobre las comedias de España donde consideró a Lope de Vega y Pedro Calderón de la Barca corruptores del buen gusto establecido por el Neoclasicismo, lo que inició una polémica en que José Carrillo en su panfleto La sinrazón impugnada y beata de Lavapies (1750) y el Marqués de la Olmeda en su Discurso crítico sobre el origen, calidad y estado presente de las comedias de España contra el dictamen que las supone corrompidas y en favor de sus más famosos escritores el doctor Frey Lope Félix de Vega Carpio, y don Pedro Calderón de la Barca (Madrid: En la Imprenta de Juan de Zúñiga, 1750) intentaron refutarlo. Su amigo Agustín de Montiano y Luyando escribió a su muerte un Elogio Historico Del Doctor D. Blas Antonio Nassarre Y Ferriz: Académico De La Real Academia Española, Madrid: en la Imprenta del Mercurio por Joseph de Orga, 1751.
La obra de Blas Nasarre es menos importante por sus errados juicios críticos de sesgo neoclásico que por la información y los datos que suministra.

## Obras
- Disertación o prólogo sobre las comedias de España. Edición de Jesús Cañas Murillo, Cáceres: Universidad de Extremadura, 1992.
- Elogio histórico de don Juan Ferreras, 1736.
- Elogio histórico del marqués de Villena, 1738.
- Relación del funeral de la reina doña María Luisa Gabriela de Saboya, 1714.

- Datos: Q5730068